# Kathedrale von Alcalá de Henares

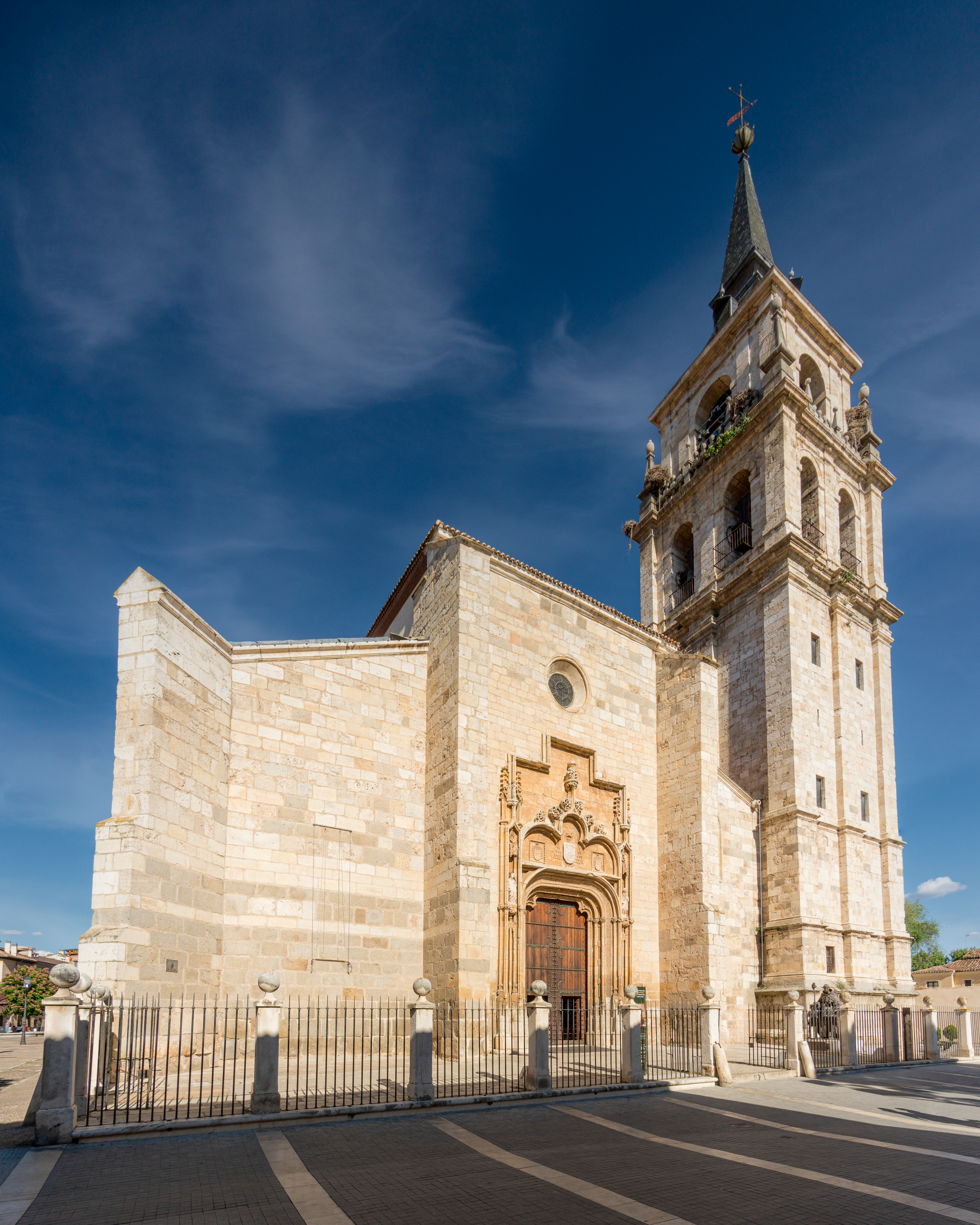
Kathedrale von Alcalá de Henares

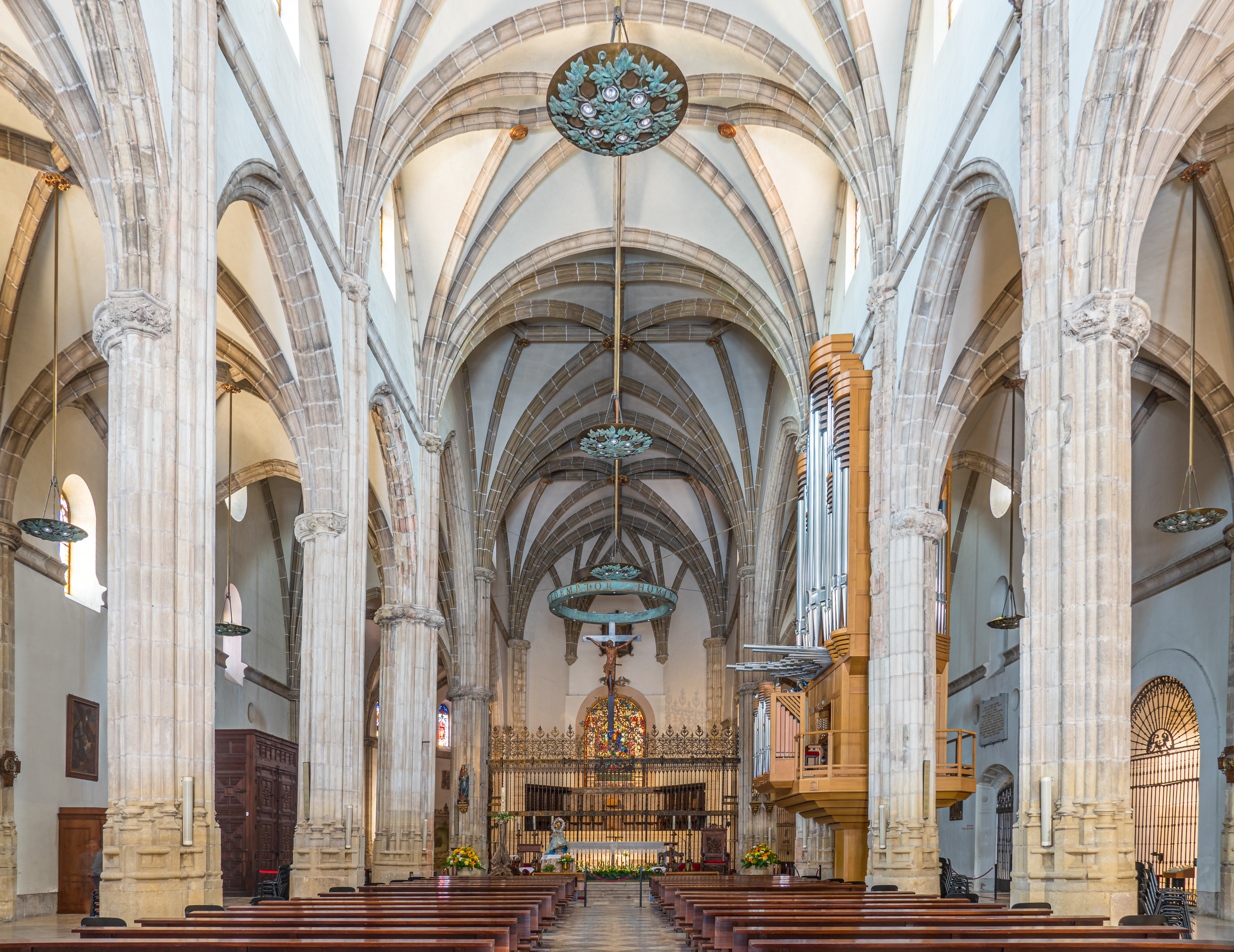
Kirchenschiff (nave)

Die Kathedrale von Alcalá de Henares (spanisch Santa e Insigne Catedral Magistral de los Santos Niños Justo y Pastor) ist die Bischofskirche des Bistums Alcalá de Henares in der Kirchenprovinz Madrid in der zentralspanischen Stadt Alcalá de Henares in der Autonomen Gemeinschaft Madrid. Sie steht unter dem Patrozinium der frühchristlichen Brüder und Märtyrer Justus und Pastor, die um das Jahr 304 der Diokletianischen Christenverfolgung zum Opfer fielen.
Zusammen mit der Universität und der Altstadt gehört sie seit 1998 zum UNESCO-Welterbe.

## Lage
Die ca. 590 m hoch gelegene Stadt Alcalá de Henares liegt ca. 40 km (Fahrtstrecke) nordöstlich von Madrid bzw. ca. 100 km nordöstlich von Toledo. Die Kathedrale befindet sich im Stadtzentrum an der Plaza de los Santos Niños.

## Geschichte
Bereits im 5. Jahrhundert existierte an der Hinrichtungsstelle eine Kapelle. Unter den Westgoten entstand hier eine Bischofskirche. Im 8. Jahrhundert besetzten die Mauren die Region, die erst im 11. und 12. Jahrhundert zurückerobert werden konnte. Mit dem Neubau des im Jahr 1054 zerstörten Kirchenbaus wurde im Jahr 1122 begonnen. In den Jahren 1446 bis 1482 entstand unter dem Bischof Alfonso Carrillo de Acuña ein Neubau als Kollegiatkirche, doch bereits unter Kardinal Francisco Jiménez de Cisneros († 1517) wurde sie in großen Teilen umgebaut und erhielt den Titel Magistral.
Am 21. Juli 1936, d. h. zu Beginn des Spanischen Bürgerkriegs, fiel sie einem Brand zum Opfer, bei dem der größte Teil der hölzernen Ausstattung (z. B. das Chorgestühl) zerstört wurde. Bauliche Schäden wurden erst ab 1991, dem Jahr der Gründung des Bistums, behoben.

## Architektur

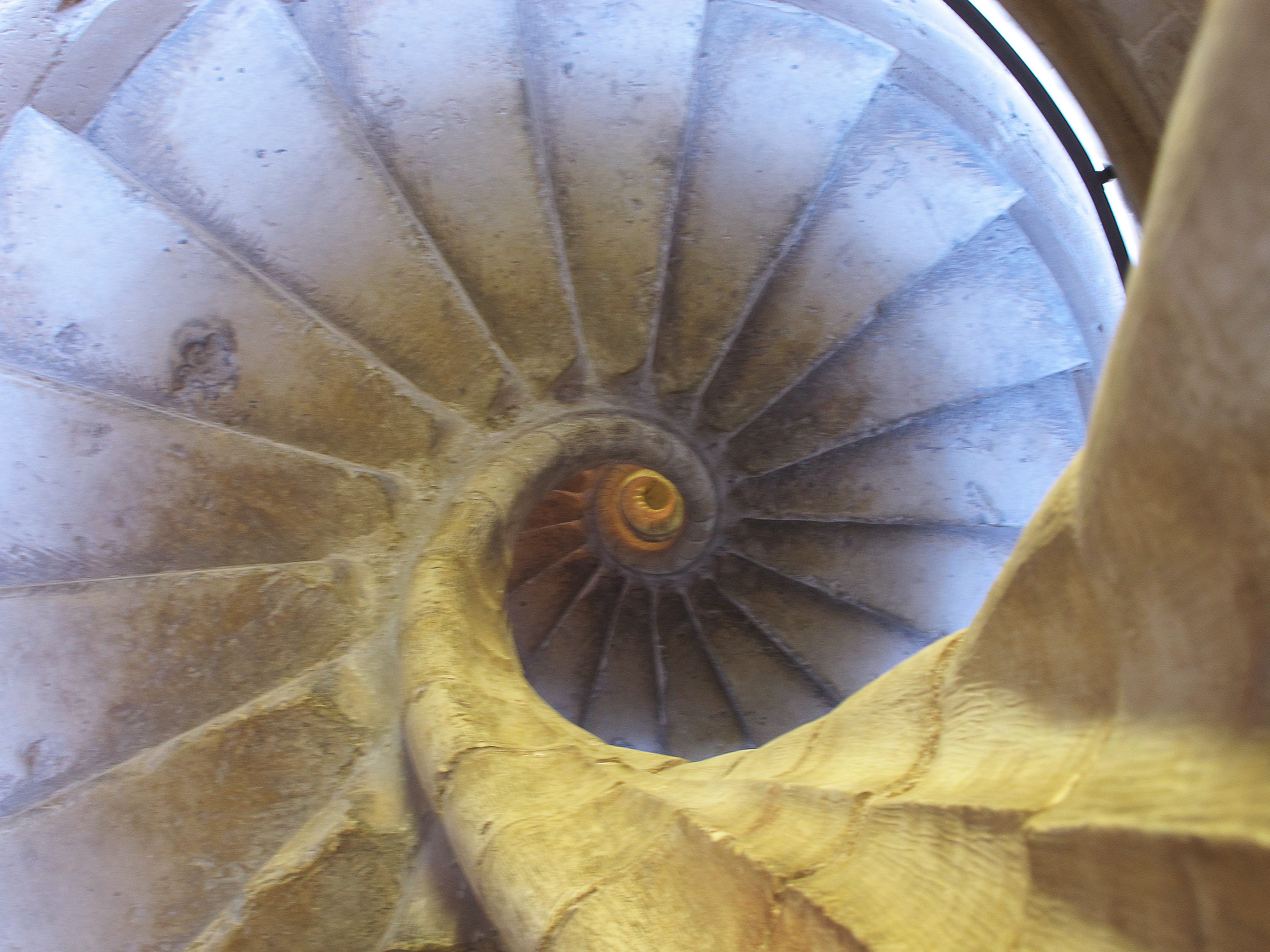
Wendeltreppe im Glockenturm

Die Westfassade der Kirche ist eher schmucklos gehalten; lediglich die Portalzone mit ihrem Doppelgiebel zeigt Anklänge an die Spätgotik. Der von Rodrigo Gil de Hontañón entworfene und über eine Wendeltreppe besteigbare Glockenturm entstand in den Jahren 1528–1582 und zeigt im oberen Bereich deutliche Renaissanceformen. Das von Bündelpfeilern gestützte Langhaus der Kirche ist dreischiffig und von Rippengewölben (im Mittelschiff mit seitlichen Stichkappen) bedeckt. Der nur leicht erhöhte einjochige Chor ist im Mittelschiff durch ein schmiedeeisernes Gitter (reja) abgetrennt.

## Ausstattung
Größter bildhauerischer Schatz der Kirche ist das (im Kapitelsaal aufbewahrte) Kenotaph des Erzbischofs Carillo. Ein weiteres Scheingrab erinnert an den Kanoniker Gregorio Fernández († 1518) und ein neues steinernes Wandrelief verweist auf Kardinal Cisneros, dessen Grabmal sich jedoch im von ihm gegründeten Colegio Mayor de San Ildefonso der Universität befindet. Unter dem Chor befindet sich eine eher kleine Krypta, in welcher Reliquien gezeigt werden.

## Kreuzgang
Südlich der Kirche schließt ein eher unscheinbarer Kreuzgang an, der an die Zeit der Nutzung als Kollegiatkirche erinnert. Hier befindet sich das im Jahr 2005 eingeweihte Kathedralmuseum.